# Grunge
Grunge [grándž] je zvrst rock glasbe, ki se je razvila konec osemdesetih let 20. stoletja v Seattlu (ZDA). Širši javnosti je postala znana ob izidu albuma Nevermind skupine Nirvana.

## Zgodovina
Surovi težki zvok se je rodil iz zemljepisne osame, dolgočasja in gospodarske krize. Grunge, revolucija iz Seattla. V Seattlu so si glasbeniki sami morali ustvariti skupnosti. Mladina je bila zaradi neprestane slabega vremena večno v garažah in ustvarjala glasbo. Prisotna je bila depresija, gostilne, pijančevanje, uničevali so tujo lastnino, kadili travo in »špricali« pouk. Iz skupin kot so Black Sabbath, Rolling Stones, Dinosauros Jr. so dobili navdih za glasbo. Združevali so popačen metalski zvok in punkovski nered na odru. Pojavile so se skupine kot so: U-Men, Skin Yard, najbolj cenjeni med njimi pa so bili Melvins. Brez njih bi bile skupine kot so Alice in Chains, Soundgarden in Nirvana drugačne. The Melvins so spremenili tok razvoja glasbe. Leta 1986 so imele te skupine dovolj materiala za albume ampak problem je bil denar. Zato je izšel kompilacijski album Deep Six, na katerem so bile objavljene najboljše pesmi šestih skupin. 
Besedo »grunge« so si izmislili takratni glasbeniki: »igrati grunge, pomeni igrati sranje«. Najprej je bila le beseda za hripavo zveneči rock, a kasneje se je uveljavila kot kultura gibanja. Bruce Pavitt in Jonathan Poneman sta ustanovila založbo Sub Pop, s katero sta podpirala mlade skupine in jim omogočila, da so lahko snemali svoje albume. Eden izmed prvih izdaj te založbe je bil album skupine Soundgarden – Screaming Life, ki je požel veliko uspeha.
V tem času se je pojavila skupina Green River, ki je bila tudi zelo uspešna, a je prišlo do medsebojnih konfliktov in tako so se člani razšli. Pevec Mark Amm in bobnar Steve Turner sta tako ustanovila skupino Mudhoney, ki je bila uspešna, ker je ostala zvesta punku. Jeff Ament in Stone Gossard pa sta ustanovila skupino s pevcem Andyem Woodom Mother Love Bone. Andy je bil eden največjih talentov v tej industriji in hkrati neverjeten pevec. Bila je prva skupina s potencialom, da prodre na sam vrh. Podpisali so pogodbo z založbo Polygram in vse je kazalo, da jim bo ta naskok tudi uspel. A dan pred izdajo njihovega prvenca leta 1990 je Andy umrl zaradi prevelikega odmerka heroina. Njegova smrt je  v to sceno prinesla veliko resnosti in ostali so videli, da so ranljivi. Tako sta Jeff Ament in Stone Gossard v San diegu našla Eddia Vedderja, ki je bil sramežljiv surfer in pisec besedil z zelo nizkim glasom. Tako so ustanovili skupino Pearl Jam.
Tad Doyle iz skupine imenovane TAD je bil prvi, ki je začel nositi flanelaste srajce. K temu dejanju ga je prisilila založniška hiša Sub Pop. Izkazalo se je za pametno potezo. Skupina Soundgarden je bila prva, ki je odstopila iz Sub Pop-a in prešla k večjim založnikom in si s tem odhodom omogočila velik napredek in tudi s tem večji uspeh. Zaradi tega so začele druge založniške hiše iskati potencialne grunge skupine in ker so te bile že drugje si je založniška hiša Columbia izmislila svojo in tako zbrala skupaj 4 člane in jim dala ime Alice in Chains. Nadeli so jim flanelaste srajce, jih naučili igrati, postavili v studio in na oder. Malo so se razlikovali od ostalih grunge skupin, bili so bolj metalsko usmerjeni, kot je želela založniška hiša. 4. september 1991 je izšel album Nevermind skupine Nirvana in dosegel 144. mesto na ameriški Bilboard lestvici. Po izdaji so imeli krajšo turnejo po stari celini. Januarja naslednje leto je Nevermind izrinil iz prvega mesta Michael Jacksonov album Dangerous. Tega uspeha ni načrtoval nihče, ne skupina, ne mediji, ne oboževalci. Pesem »Smells Like Teen Spirit« je postala himna mladine. Istega leta je izšel tudi album Ten skupine Pearl Jam. Takrat so bili edini konkurenti Nirvani. Nekateri so jih zaničevali in trdili, da igrajo ponarejen grunge in da očitajo priigran uspeh Nirvane. Konec leta 1992 je bilo vse povezano z grungeem, na voljo široki potrošnji. Flanelaste srajce, ki so bile »in« so prodajali za 80$, običajno pa so stale le 5$. Prišlo je do potrošniškega izkoriščevanja mladine. Ko je prišlo tako daleč, so začeli grunge zaničevati. Leta 1994 so imele skupine kot so Alice in Chains, Pearl Jam, Soundgarden in Nirvana albume med najvišje uvrščenimi na lestvicah. Toda 8. aprila 1994 se je za veliko množico doba grungea končala. Na ta dan so našli truplo Kurta Cobaina v njegovi hiši s prestreljeno glavo. Njegova smrt je oboževalce zelo pretresla. Pearl Jam so po tem dogodku takoj izstopili iz javnosti. Vsi so pričakovali tudi smrt njihovega pevca Eddia Vedderja ampak Eddie je poniknil in se začel zavzemat za politična in socialna vprašanja kot so; pravica do splava, svoboda govora ipd. Niso se hoteli prodati medijem in igri, usojeni znanim skupinam. Leta 2000 so izdali 72 koncertnih albumov.
Po tem dogodku so začele založbe iskati klone Nirvane in Pearl Jamov. Ena izmed teh so skupine Nickelback, Silverchair in pa tudi Bush.
Za tiste, ki pa so še verjeli v grunge pa je bil hud udarec leta 1997, ko je skupina Soundgarden izdala njihov zadnji album A-sides, ki pa je bil zgolj zbirka njihovih največjih hitov.

## Časovni trak najbolj znanih skupin
Skupine obarvane zeleno ne delujejo več. Skupine v oranžnem so še vedno aktivne (siva barva napoveduje prihodnost).